# Люди Икс: Эволюция
«Люди Икс: Эволюция» (англ. X-Men: Evolution) — мультипликационный сериал о персонажах комиксов Marvel, известных как Люди Икс. Это третий мультсериал об этих персонажах после «Люди Икс» и пилотной серии «Отважные Люди Икс». Мультсериал состоит из 4 сезонов и 52 серий.
В США трансляция началась на канале Kids' WB, но в связи с закрытием канала трансляция прекратилась. В 2009 году права на показ выкупил канал Disney XD.

## Сюжет
Супергеройская команда мутантов-подростков, называющие себя «Люди Икс», во главе с телепатом Профессором Икс, сражаются против команды мутанта Магнето, целью которого является господство мутантов над людьми.

### Первый сезон
Первый сезон представляет зрителю ключевых персонажей и закладывает начало для будущих сюжетных линий. Профессор Икс, Циклоп, Росомаха, Гроза и Джин Грей собирают команду Людей Икс. По мере развития событий команда пополняется новыми участниками: Ночной Змей в первом эпизоде, Призрачная Кошка во втором, Шип в пятом и Шельма в седьмом. Мистик тем временем собирает своё братство: Жаба (в 1 серии), Лавина (во 2 серии), Пузырь (в 4 серии), Ртуть (в 5 серии), Шельма (между 3 и 6 сериями). В поздних сериях сезона Ночной Змей открывает тайну своего рождения, Росомаха находит некоторые ответы о своём прошлом, Шельма переходит на сторону Людей Икс, команда встречает сводного брата Ксавье, Джаггернаута, вырвавшегося из тюрьмы. Обычно главным героям противостоят Мистик и Братство, на самом деле управляемые загадочной силой, чья личность раскрывается лишь в финале сезона — ей оказывается Магнето. После того как Циклоп находит своего брата, Алекса, который пережил авиакатастрофу. В этом событии также погибли их родители. Далее их обоих похищает Магнето и доставляет в «святилище» на Астероид М. Магнето захватывает нескольких Людей Икс и нескольких членов Братства и пытается усилить их способности, убрав при этом эмоции. Братство и Люди Икс (те, что не были захвачены), объединяются, чтобы освободить своих товарищей. В ходе схватки они побеждают, оставив Магнето и Мистик в ловушке на астероиде, после чего астероид был разрушен силами Скотта и Алекса Саммерс.

### Второй сезон
Во втором сезоне появляются Новые мутанты (Человек-лёд, Пушечное ядро, Магма, Джубили, Берсерк, Санспот, Бум-Бум, Волчица, Множитель). Директором школы становится Эдвард Келли. Циклоп и Джин начинают отношения с Тейрин и Дунканом, Джин теряет контроль над силами. Шельма находит себе подругу в школе по имени Мисти, Бум-Бум уходит в братство. Появляется Зверь, а потом присоединяется к Людям Икс. Персонажи отмечают рождество, далее Гроза раскрывает тайны своего прошлого. После один из братства пытается присоединиться к людям икс, что является первым намеком на возрождение Апокалипсиса. Потом происходит появление Аманды Сефтон, Джин создает женскую супергеройскую команду, появление Фьюри и камео Капитана Америка, Алая Ведьма присоединяется к братству. В финале появляются Служители и Стражи. Ксавье готовит Людей Икс к битве с Магнето. После люди икс объединяются с братством против Магнето, но вынуждены вступить в схватку с роботом Стражем сконструированным Боливаром Траском. Бой проходит на улицах города и в результате весь мир узнает о мутантах.

### Третий сезон
Люди Икс и Братство объединяются, чтобы спасти своих попавших в плен. Люди Икс снимают с себя все обвинения, находят Ксавье и, вернувшись в Бейвилл, начинают ремонтировать особняк. Келли объединяется братство и Дункана, чтобы выжить из школы Людей икс. Ванда ищет Магнето и сдаёт Петро полиции. Возвращается Мистик горя желание отомстить Циклопу за предательство. Циклоп и Джин прекращают романы на стороне и воссоединяются. Появление Морлоков и присоединение Шипа к Морлокам, Курт знакомится с родителями Аманды, Жаба пытается добиться любви от Ванды пока та продолжает искать отца, Шельма узнает наконец то кто такая её загадочная подружка Мисти и теряет контроль над силами, второй намек на возрождение Апокалипсиса, Росомаха встречает своего клона Икс-23, Магма узнает природу своей силы. В финале Люди Икс, Служители и Братство объединяются что бы помешать возрождению Апокалипсиса.

### Четвертый сезон
Люди Икс исследуют сферы, созданные Апокалипсисом. Апокалипсис якобы убивает Магнето, Шельма сбрасывает окаменевшую статую Мистик с обрыва, Братство пытается улучшить свою репутацию. Также возвращается Икс-23, которая участвует в поисках своих создателей, Ксавье встречает своего сына, Шип и Морлоки возвращаются, чтобы противостоять банде Дункана, Гамбит похищает Шельму, чтобы спасти своего отца, Китти находит себе подругу, которая находится в её сознании, пока Китти спит. В финале Люди Икс, Братство, Служители, Новые мутанты, ЩИТ, Стражи, Хавок, Ангел и Шип объединяются против Апокалипсиса и его всадников, которыми оказываются Профессор Х, Магнето, Гроза и Мистик.

## Персонажи
| Люди Икс - - Чарльз Ксавьер / Профессор Икс - Джеймс «Логан» Хоулетт / Росомаха - Ороро Монро / Гроза / Буря - Генри «Хэнк» МакКой / Зверь (присоединился в 5 серии 2-го сезона) - Скотт Саммерс / Циклоп - Джин Грей - Курт Вагнер / Ночной Змей / Попрыгун - Шельма / Роуг / Руж (присоединилась в 7 серии 1-го сезона) - Кэтрин «Китти» Прайд / Призрачная Кошка - Эван Дениэлс / Шип (ушел в 3х06) Новые мутанты - - Рэй Крисп / Берсерк - Сэмюэл Гатри / Пушечное Ядро - Роберт «Бобби» Дрейк / Человек-Лёд - Амара Акуила / Магма - Джеймс «Джимми» Мэдрокс / Множитель - Роберто да Коста / Санспот - Рэйн Синклер / Волчица - Джубилейшен Ли / Джубили - Майк Фаррелл / Аппачо - Алан Бандерт / Шершень - Анжела фон Грейзер / Анжела Грейзер - Табита Смит / Бум-Бум (2-й сезон: во 2-й серии присоединилась к Братству, но вернулась в последней серии) | Братство мутантов - - Эрик Магнус Леншерр / Магнето - Лэнс Альварес / Лавина / Вулкан - Пьетро Максимофф / Ртуть - Ванда Максимофф / Алая Ведьма (присоединилась в 15 серии 2-го сезона) - Фредерик «Фред» Дьюкс / Пузырь / Слон - Тодд Толенски / Жаба/ Тодд - Табита Смит / Бум-Бум Противники Людей Икс Служители - - Рейвен Даркхолм / Мистик / Мистика - Эрик Магнус Леншерр / Магнето - Пётр Распутин / Колосс - Реми ЛеБо / Гамбит - Сент Джон Аллердайс / Пиро - Виктор Крид / Саблезубый / Клыкастый - Джейсон Вингард / Вдохновитель (В м/с его зовут Повелитель мозга) ГИДРА - - Гадюка - Красный Омега - Гаунтлет - Дебра Ресман Апокалипсис - - Эн Сабах Нур / Апокалипсис - Месмеро - Чарльз Ксавьер / Профессор Икс - Ороро Монро / Гроза / Буря - Эрик Магнус Леншерр / Магнето - Рейвен Даркхолм / Мистик Другие злодеи - - Кейн Марко / Джаггернаут - Девид Халлер / Лукас / Ян / Легион - Боливар Траск - Стражи - Эдвард Келли. - Кенджи Ояма / Лорд Темный ветер - Хунган | Другие персонажи - - Лаура Кинней / X23 - Уэббер Трокуэ / Аркада - Уоррен Уортингтон III / Ангел - Джонатан Сильверклауд / Фордж - Алекс Саммерс (Алекс Мастерс) / Хавок - Даниелль Мунстар / Лунная Звезда - Дориан Лич - Ирен Адлер / Судьба - Агата Харкнесс - Капитан Америка - Ник Фьюри - Аманда Сефтон - Маргали Сефтон - Дункан Мэтьюз - Тейрин Фуджока - Пол - Даниелла Мунстар - Габриэль Геллар Морлоки - - Каллисто - Калибан - Cybelle - Человек-дракон - Facade - Lucid - Torpid - Шип (присоединился в 3х06) |

## Комиксы
В январе 2002 года Marvel Comics начал издавать комикс «Люди Икс: Эволюция», основанный на мультсериале. Автор — Девин К. Грейсон. Комикс был отменен после девятого выпуска из-за низких продаж. Комикс представил Морлоков прежде, чем они появились в мультсериале, и на вид они очень отличались от телевизионного.

## Отличия от оригинального комикса
«Люди Икс: Эволюция» был нацелен на молодую аудиторию и поэтому большинство персонажей, изображены подростками, а не взрослыми, как в «X-Men: The Animated Series». В мультсериал, как и во многие другие анимационные мультфильмы, основанных на комиксах, были введены новые персонажи, в том числе X23 и Шип. В случае X23, она была подростком и женским клоном Росомахи. В этом мультсериале они ходят в обычную школу. Профессор Икс, Гроза, Росомаха, а позже Зверь выступали в качестве учителей в институте. Зверь также работал в качестве учителя в обычной средней школе до своей мутации.
Действие происходит в городе Бейвилл, Нью-Йорк. В начале сериала (до конца 2 сезона) большинство людей не знают о существовании мутантов. Здесь «Братство» не называется «Братством Злых Мутантов». Кроме того они не террористы, а обычные подростки, которые просто часто выступают против Людей Икс (в физических, социальных и философских действиях).
Серия «Библия» была написана Робертом Х.Скиром и Марти Айзенбергом (хотя в титрах не указаны). В то время как Фокс отражает роль Людей Икс, как свободных бойцов, которые ведут борьбу против преследований и травли мутантов, то в Люди Икс: Эволюция мутанты используют свои способности в качестве защиты для борьбы в подростковом возрасте.
Вид мультсериала был разработан режиссёром Бойдом Кирклэндом и художником Фрэнком Пауром, которые создали новые костюмы для Людей Икс.
В первом сезоне основные персонажи конфликтуют с Братством Магнето мутантов, зрителей знакомили с новыми мутантами, чтобы люди могли привыкнуть к этой молодёжной версии. В следующих сезонах начали появляться новые более мощные противники, такие как Апокалипсис, Служители Магнето, а также созданные правительством США в качестве охоты за мутантами роботы Стражи.
Были включены также различные устройства, как Церебро, или изобретение Форджа, которое позже вызывало непредвиденные последствия. Также здесь Шельма впитывала силы Циклопа и правильно управлялась ими. Люди Икс: Эволюция показало её с полным контролем над способностями, как и Скотта, если бы он не выдержал черепно-мозговой травмы. В серии «Выживает сильнейший», Ксавье говорит, что Джаггернаут получил свои способности со временем, в результате мутации, в то время как в комиксах Марко получил свою силу с помощью магии.
Кроме того версия происхождения Зверя почти схожа с классикой, несмотря на изменения в профессии. Месмеро показан как участник цирковой группы. Помимо этого, второстепенные персонажи, как Боливар Траск, Ник Фьюри, Капитан Америка, Судьба, Агата Харкнесс, и Аманда Сефтон были взяты из комиксов, показанные в дань уважения к оригиналу.
Ещё одно различие между комиксами, это изменение имён. Жабу (англ. Toad), которого в комиксовом каноне зовут Мортимер Тойнби, здесь зовут Тоддом Толанским (англ. Todd Tolansky), а Лавина англ. Avalanche был первоначально Домиником Петросом, но здесь Лансом Альваресом (англ. Lance Alvers), так что у обоих изменённые имена сходятся с кодовыми.

## Саундтреки
Для мультсериала было сделано несколько песен:
- «Эволюция Тема» (Theme Song) в начале шоу.
- «Only a Girl» (Тема Бейвилл Сирены) в «Прогулка по дикой стороне».
- «T-O-A-D» (Тема Жабы) в «Жаба, колдунья и платяной шкаф».
- «Who Am I Now?» (Тема Роуг) в «Руж Рекрут».
- «Wolverine» (Тема Росомахи) в рекламном ролике.

Некоторые персонажи также создавали музыкальные сирены, в том числе Лавина (тяжелые рифты гитары) и Гроза (оркестр). Для других были сделаны специальные звуковые эффекты, например для Джин Грей (шум звукового сигнала), Шельма (также имеет уникальный, черно-белый специальный эффект), Магнето, Гамбита, Призрачной Кошки и Ночного Змея.

## Последователи
Был создан новый мультсериал Росомаха и Люди Икс, который начал транслироваться в 2008 году. Это не продолжение «Люди Икс: Эволюции», хотя творческая группа была та же. Крэйг Кайл, Крис Йост, Стивен E Гордон, Грег Джонсон, Стивен Блум, и Бойд Кирклэнд создали этот проект.